# Jonathan Pila

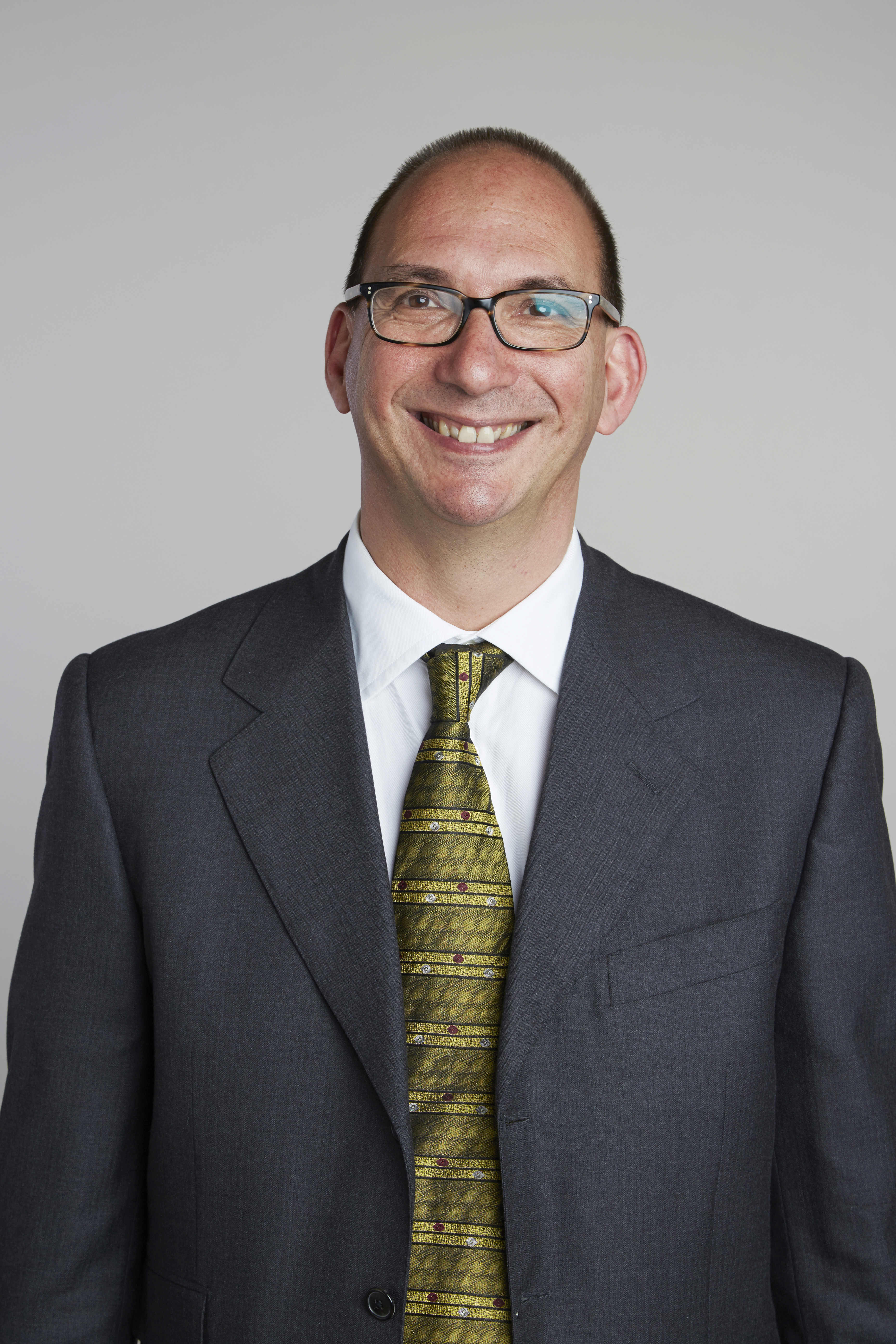
Jonathan Pila (2015)

Jonathan Solomon Pila (* 28. Juli 1962) ist ein australischer Mathematiker.

## Leben
Jonathan Pila studierte Mathematik und erwarb 1984 den Bachelor of Science with Honours in Melbourne. 1988 wurde er an der Stanford University mit einer Arbeit über Frobenius Maps of Abelian Varieties and Finding Roots of Unity in Finite Fields zum Ph.D. promoviert. Sein Doktorvater war Peter Sarnak. Pila ist Reader an der University of Oxford.
Pila beschäftigt sich mit Modelltheorie und Zahlentheorie. Mit Umberto Zannier entwickelte er eine Methode, die Theorie der O-Minimalität auf zahlentheoretische und algebro-geometrische Probleme anzuwenden und sie gaben einen erneuten Beweis der Manin-Mumford-Vermutung (ursprünglich von Michel Raynaud und innerhalb der Modelltheorie von Ehud Hrushovski bewiesen). Er bewies die André-Oort-Vermutung (benannt nach Yves André und Frans Oort) für Produkte modularer Kurven und zwar erstmals ohne die verallgemeinerte Riemannvermutung vorauszusetzen und mit Hilfe von O-Minimalität. Schon 2006 führte er mit Umberto Zannier Methoden aus der o-minimalen algebraischen Geometrie und transzendentalen Zahlentheorie in das Problem ein. Seine Arbeiten zur André-Oort-Vermutung setzte er ab 2009 in Zusammenarbeit mit Jacob Tsimerman fort.
Die André-Oort-Vermutung betrifft die Verteilung spezieller Punkte (CM-Punkte, die Varietäten mit komplexer Multiplikation parametrisieren) auf Shimura-Varietäten, die Verallgemeinerungen von Modulkurven sind und Modulräume von gemischten Hodge-Strukturen (im Fall der Modulkurve von elliptischen Kurven). Die André-Oort-Vermutung besagt, dass Untervarietäten (Kurven) auf Shimura-Varietäten mit besonders vielen (Zariski-dicht liegenden) speziellen Punkten selbst Shimura-Varietäten sind. Umgekehrt liefert sie für den Fall, dass die Untervarietäten nicht Shimura-Varietäten sind Schranken für die Anzahl spezieller Punkte auf diesen. Es gab Beweise der Vermutung in verschiedenen Spezialfällen und unter Voraussetzung der Verallgemeinerten Riemannvermutung (Bruno Klingler, Andrei Yafaev 2014).
2021 bewiesen Jonathan Pila, Ananth N. Shankar, Jacob Tsimerman, Hélène Esnault und Michael Groechenig die André-Oort-Vermutung in voller Allgemeinheit. Pila gelang ein Fortschritt bei der Aufzählung spezieller Punkte auf Shimura-Varietäten über die Einführung von neuartigen Höhen als Maße für die Punkte. Die Vervollständigung des Beweises gelang Pila, Shankar und Tsimerman nach Vorarbeiten von Gal Biniyamini, Harry Schmidt und Andrei Yafaev (2019/20) und einem Beitrag von Hélène Esnault und Michael Groechenig (2021, Appendix zur Arbeit von Pila, Shankar, Tsimerman).
Für seine Arbeiten zur André-Oort-Vermutung erhielt er 2011 den Clay Research Award und den Senior-Whitehead-Preis. 2013 hielt er die Tarski Lectures. Er wurde als Plenarsprecher auf dem Internationalen Mathematikerkongress 2014 in Seoul ausgewählt (O-minimality and Diophantine geometry). 2015 wurde Pila in die Royal Society gewählt, 2016 in die Academia Europaea. 2022 wurde er mit dem Rolf-Schock-Preis in der Kategorie „Mathematik“ ausgezeichnet.

## Schriften
- O-minimality and the André-Oort conjecture for {\displaystyle \mathbb {C} ^{n}}. In: Annals of Mathematics. Band 173, 2011, S. 1779–1840.
- mit Alex Wilkie: The rational points of a definable set. In: Duke Mathematical Journal. Band 133, 2006, S. 591–616.
- mit U. Zannier: Rational points in periodic analytic sets and the Manin-Mumford conjecture. In: Atti della Accademia Nazionale dei Lincei. Classe di Scienze Fisiche, Matematiche e Naturali. Rendiconti Lincei. Matematica e Applicazioni. Serie 9, Band 19, 2008, Nr. 2, S. 149–162.